# Federigo Griso

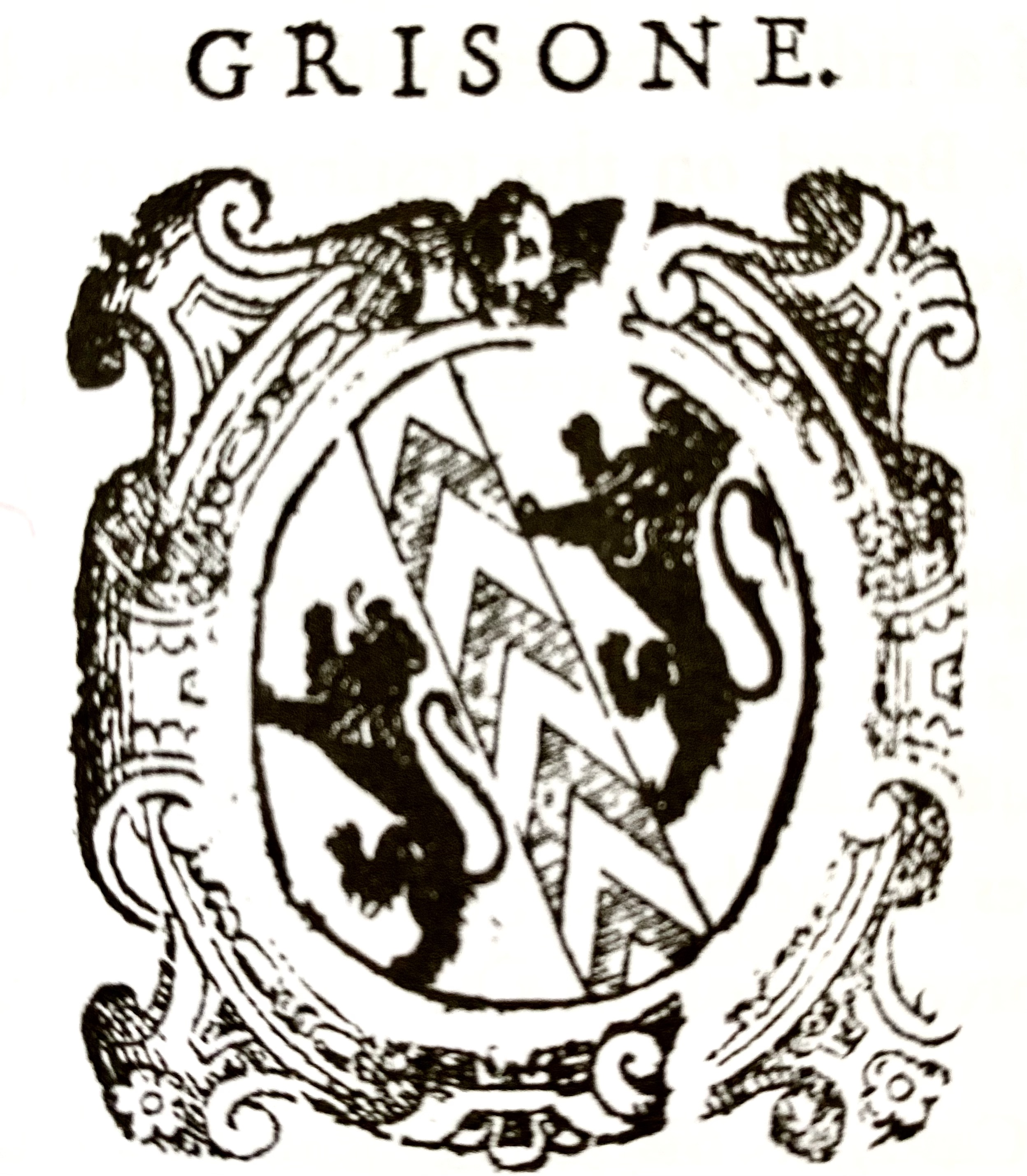
Das Wappen der Familie Grisone

Federigo Griso, auch Federico Grisone oder Federigo Grisone (* 1507; † 1570), war ein italienischer Reitmeister. Er schrieb die erste weitverbreitete Reitlehre der Renaissance.

## Familie
Die Familie von Federigo Grisone stammte aus Ravello in der Provinz Salerno. Es handelt sich um eine Familie von Notabeln, unter denen sich Generäle, Söldner, Erzbischöfe und Botschafter finden. Im 14. Jahrhundert ließ sie sich in Neapel nieder. Einige ihrer Mitglieder saßen im Rat der Notabeln des Nilo, eines Viertels im historischen Zentrum der Stadt, das aufgrund einer Statue des Nils, die zur Erinnerung an die aus Alexandria stammenden Kaufleute in der Nähe errichtet wurde, so genannt wurde. Mehrere Mitglieder der Familie bekleideten wichtige Ämter am Hof.
Federigos Onkel Antonio war Erster Kammerherr und persönlicher Berater von König Friedrich I. von Neapel sowie dessen Botschafter beim Papst Alexander VI. Sein Vater, Iacopo, auch Giacomo genannt, Herr von Gaeta und Castelpetroso, war Erster Diener Ferdinands und Staatsrat. Vom König Friedrich I. geschätzt, wurde er 1502 zum Grafen von Avellino ernannt, verblieb jedoch nur kurze Zeit in diesem Amt.
Der erste historische Fakt, den man über Federigo selbst kennt, ist, dass er sich während des Konflikts zwischen Frankreich und Spanien um die Herrschaft über das Königreich Neapel 1528 der französischen Seite anschloss. Die völlige Niederlage der Franzosen kostete Grisone sein erbliches Einkommen von 50 Dukaten. Er wurde daraufhin Rittmeister.
Giovan Battista Ferraro erwähnt, dass der erste Reitlehrer von Grisone Giovan Girolamo Monaco gewesen sei. Er schreibt weiter, dass dieser sein Wissen über die Reitkunst mit einem weiteren Meister, Cola Pagano, vertieft habe, dem Sohn des ersten Stallmeisters von Friedrich I. von Neapel, der zuvor im Dienst des Königs von England und dann des Vizekönigs von Neapel, Philibert de Chalon-Arlay, Prinz von Oranien, gestanden habe. Grisone heiratete eine Lucrezia de Dura, mit der er einen Sohn namens Annibale hatte, den er jedoch in jungen Jahren verlor. Der junge Mann wurde eines Abends von einem genuesischen Adligen getötet.

## Leistungen
Seine Reitlehre Ordini di Cavalcare erschien 1550 und war eine der ersten Abhandlungen über die Reitkunst in der Renaissance. Sein Werk widmet sich ausführlich der Ausbildung des Pferdes. Durch sein Buch, das innerhalb weniger Jahrzehnte zahlreiche Auflagen und Übersetzungen erfuhr, wurde er in ganz Europa bekannt und erhielt schon von Zeitgenossen den Titel „Vater der Reitkunst“.
Grisone kannte allerdings weder einen befestigten Reitplatz noch hatte er eine Manege (die erste wurde lange nach seinem Tod 1618 in Dresden erbaut). Er beschreibt daher, wie man auf einem Feld Bahnen treten solle, um das Pferd zuzureiten.
Grisone wird teils kritisch beschrieben, meist von Autoren, die sein Werk nicht im Original oder einer guten Übersetzung gelesen haben. Zwar beschreibt er zum Teil drastische Strafen, nennt sie aber immer das letzte Mittel und legt Wert darauf, das Training nach erfolgter Korrektur eines Fehlverhaltens sofort mit Lob zu beenden. Außerdem schreibt er über die Strafmethoden, nachdem er sie aufgezählt hat:

„ein Reiter von guter Disziplin wird diese Dinge nicht brauchen, weil er den Effekt durch sein Können in anderer Weise erzielen wird.“

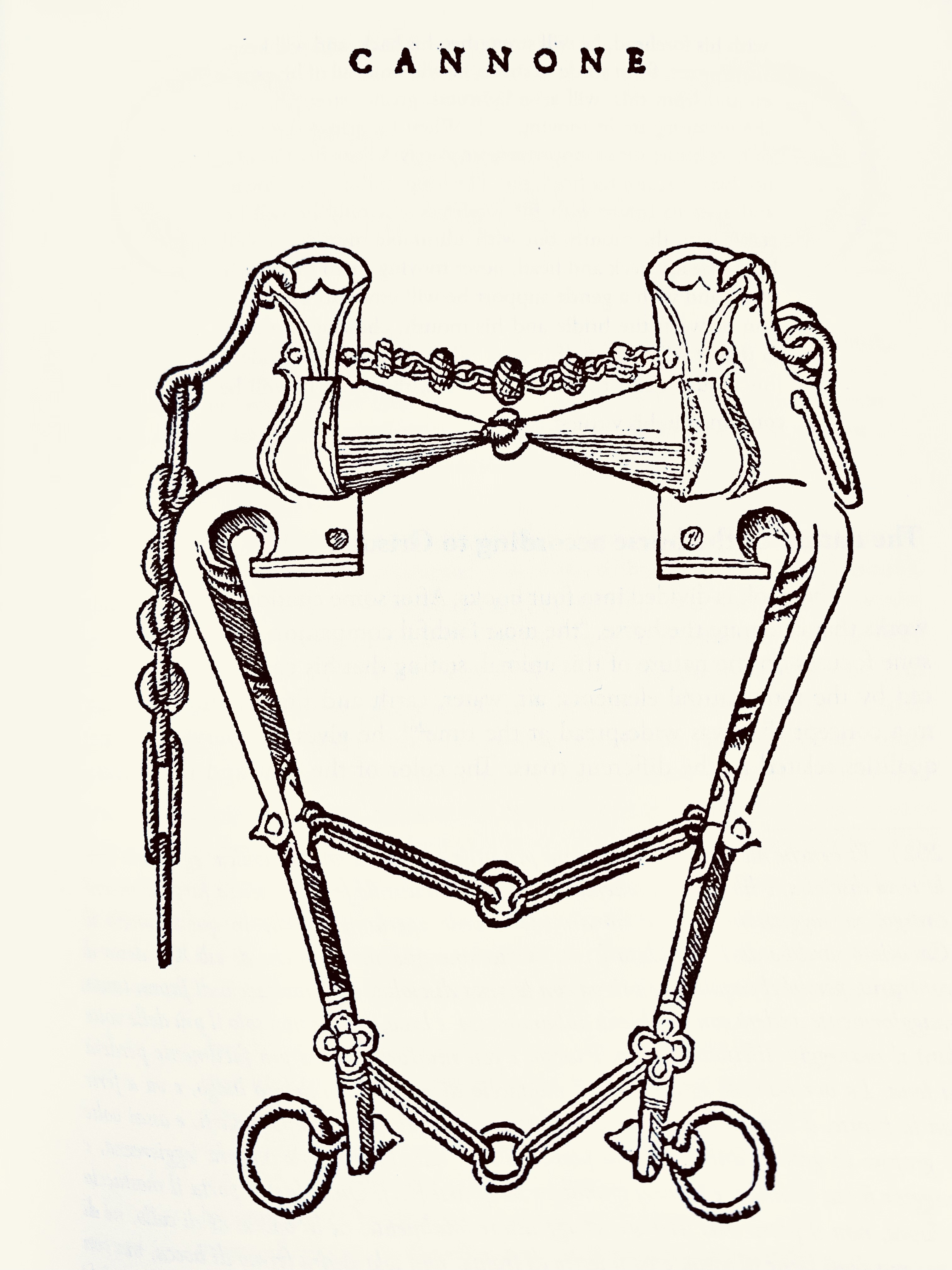
Eine der 50 Kandaren, die Grisone in Ordini di cavalcare zeigt, Druck von 1550.

In seinem Buch finden sich außerdem zahlreiche Abbildungen verschiedener Kandaren, die von manchen als Folterinstrumente und Gewaltmittel interpretiert werden, die jedoch lediglich die Suche nach dem richtigen Weg in die Versammlung des Pferdes in jener Zeit illustrieren.
Grisone schrieb:

„Es scheint mir, dass ich Ihnen mitteilen muss, dass sie vermeiden sollten, was viele tun: viele verschiedene harte Zäumungen für das Pferd zu gebrauchen, weil sie denken, das Pferd damit leicht anhalten zu können und nicht merken, dass das Pferd dadurch sehr verärgert wird. Also ist es ein schwerwiegender Fehler, der es unmöglich macht endgültige Vollkommenheit zu erlangen. Stattdessen wird mit guter Kunst, wahrer Disziplin und angenehmer Zäumung dem Pferd ein gleichmäßiger Kontakt ermöglicht und die Anlehnung gesichert.“

Erste Kritik für die Aufnahme roher Korrekturmethoden in sein Werk erntete Grisone allerdings bereits von Zeitgenossen, wie z. B. von Claudio Corte in Il cavallerizzo (erstmals erschienen 1562).

## Schriften
- Ordini di cavalcare 1550 (siehe Weblinks und Literatur)
- Regeln fürs Reiten (deutsche Fassung der Ordini di Cavalcare)
- Razze del Regno / raccolte in questo volume / brevemente da federigo grisone gentilhuomo napoletano / Ove appresso dona molti belli / avisi convenienti alla cognitione de, i, polletri et al governo et reggere / di ogni cavallo. (bisher unveröffentlicht)[10]

Digitalisate
- Ordini di cavalcare. Venedig 1551; urn:nbn:de:bvb:12-bsb10178418-7
- Ordini di cavalcare. Pesaro 1558; Bibl. ENV de Lyon.
- Künstlicher Bericht und allerzierlichste beschreybung des Edlen, Vhesten, vnnd Hochberümbten Ehrn Friderici Grisonis Neapolitanischen hochlöblichen Adels: Wie die Streitbarn Pferdt (durch welche Ritterliche Tugenften mehrers theils geübet) zum Ernst und Ritterlicher Kurtzweil geschickt und volkommen zumachen. Inhaltlich stark bearbeitete „Übersetzung“ von Ordini di cavalcare durch Johann Fayser. Augsburg 1570; onb.digital